# Mihama (Fukui)
Mihama (jap. 美浜町, -chō; wörtlich: schöner Strand) ist eine Gemeinde im Landkreis Mikata in der Präfektur Fukui in Japan.
Sie liegt etwa 270 Kilometer westlich von Tokio im Tal Senjōchi am Fluss Mimi.
Neben Reis werden auch Persimonen beziehungsweise Kaki angebaut. In der Nähe der Stadt liegen die Seen Mikatago, Kugushi und Hiruga.
In der Nähe von Mihama, in Nyū, liegt das Kernkraftwerk Mihama. Dort kam es am 9. August 2004 zu einem Störfall mit mindestens 4 Todesopfern.

## Geographie
Mihama liegt südlich von Fukui und nördlich von Kyōto an der Wakasa-Bucht.

## Verkehr
- Straße:
  - Nationalstraße 27
- Zug
  - JR-Obama-Linie

## Angrenzende Städte und Gemeinden

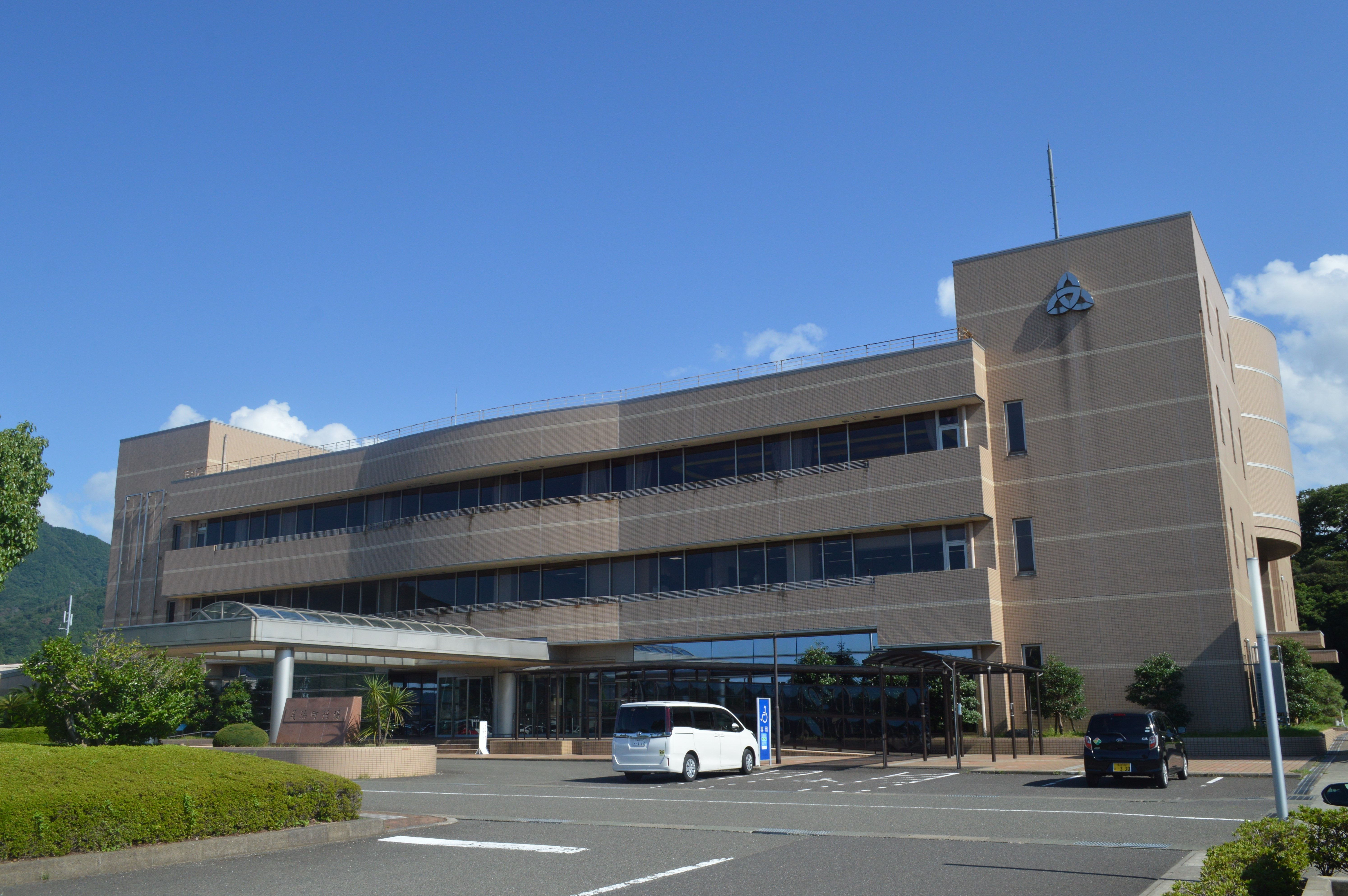
Rathaus

- Tsuruga
- Wakasa
- Takashima